# Gobierno de Escocia
El Gobierno de Escocia (Scottish Government en inglés y Riaghaltas na h-Alba en gaélico escocés) es el órgano superior colegiado que dirige la política y la Administración de Escocia, y es, asimismo, el titular de la función ejecutiva y de la potestad reglamentaria descentralizada del Reino Unido.
Inicialmente fue creado en 1999 como el Ejecutivo Escocés por la Scotland Act de 1998. Desde 2012 es conocido como Gobierno Escocés. Constituye un órgano ejecutivo independiente responsable delante el parlamento escocés.

## Composición
El Gobierno está compuesta por un Ministro Principal de Escocia (First Minister, FM) y sus ministros.

### Gobierno actual
| Ministerios                                                                           | Ministro                                                                              | Ministro                | Ministro            |                     |                     |
| Cabinet Secretaries                                                                   | Cabinet Secretaries                                                                   | Cabinet Secretaries     | Cabinet Secretaries | Cabinet Secretaries | Cabinet Secretaries |
| ------------------------------------------------------------------------------------- | ------------------------------------------------------------------------------------- | ----------------------- | ------------------- | ------------------- | ------------------- |
| Ministro Principal                                                                    |                                                                                       |                         | John Swinney        |                     |                     |
| Viceministra Principal de Escocia                                                     |                                                                                       | Shona Robison           |                     |                     |                     |
| Departamento de Finanzas                                                              |                                                                                       | Shona Robison           |                     |                     |                     |
| Departamento de Bienestar, Economía, Trabajo Justo y Energía                          |                                                                                       | Neil Gray               |                     |                     |                     |
| Departamento para la Recuperación, Salud y Atención Social                            |                                                                                       | Michael Matheson        |                     |                     |                     |
| Departamento de Educación y Habilidades                                               |                                                                                       | Jenny Gilruth           |                     |                     |                     |
| Departamento para la Transición Justa                                                 |                                                                                       | Màiri McAllan           |                     |                     |                     |
| Departamento de Justicia e Interior                                                   |                                                                                       | Angela Constance        |                     |                     |                     |
| Departamento de Justicia Social                                                       |                                                                                       | Shirley-Anne Somerville |                     |                     |                     |
| Departamento de Asuntos Rurales, Reforma Agraria e Islas                              |                                                                                       | Mairi Gougeon           |                     |                     |                     |
| Departamento de Constitución, Asuntos Exteriores y Cultura                            |                                                                                       | Angus Robertson         |                     |                     |                     |
| Ministers                                                                             |                                                                                       |                         |                     |                     |                     |
| Ministerio de Edificios con Cero Carbono, Viajes Activos y Derechos de los Inquilinos | Ministerio de Edificios con Cero Carbono, Viajes Activos y Derechos de los Inquilinos |                         | Patrick Harvie      |                     |                     |
| Ministerio de Habilidades Verdes, Economía Circular y Biodiversidad                   | Ministerio de Habilidades Verdes, Economía Circular y Biodiversidad                   | Lorna Slater            |                     |                     |                     |
| Ministerio de la Política sobre Drogas y Alcohol                                      | Ministerio de la Política sobre Drogas y Alcohol                                      |                         | Elena Whitham       |                     |                     |
| Ministerio de la Independencia                                                        | Ministerio de la Independencia                                                        | Jamie Hepburn           |                     |                     |                     |
| Ministerio del Gabinete y Asuntos Parlamentarios                                      | Ministerio del Gabinete y Asuntos Parlamentarios                                      | George Adam             |                     |                     |                     |
| Ministerio del Bienestar Comunitario y Hacienda Pública                               | Ministerio del Bienestar Comunitario y Hacienda Pública                               | Tom Arthur              |                     |                     |                     |
| Ministerio del Empoderamiento y Planificación del Gobierno Local                      | Ministerio del Empoderamiento y Planificación del Gobierno Local                      | Joe FitzPatrick         |                     |                     |                     |
| Ministerio de Salud Pública y Salud de la Mujer                                       | Ministerio de Salud Pública y Salud de la Mujer                                       | Jenni Minto             |                     |                     |                     |
| Ministerio de la Atención Social, Bienestar Mental y Deporte                          | Ministerio de la Atención Social, Bienestar Mental y Deporte                          | Maree Todd              |                     |                     |                     |
| Ministerio de la Infancia, la Juventud y el Cumplimiento de la Promesa                | Ministerio de la Infancia, la Juventud y el Cumplimiento de la Promesa                | Natalie Don             |                     |                     |                     |
| Ministerio de Educación Superior                                                      | Ministerio de Educación Superior                                                      | Graeme Dey              |                     |                     |                     |
| Ministerio de los Veteranos                                                           |                                                                                       | Graeme Dey              |                     |                     |                     |
| Ministerio de Transporte                                                              | Ministerio de Transporte                                                              | Kevin Stewart           |                     |                     |                     |
| Ministerio de Pequeñas Empresas, Innovación y Comercio                                | Ministerio de Pequeñas Empresas, Innovación y Comercio                                | Richard Lochhead        |                     |                     |                     |
| Ministerio de Energía                                                                 | Ministerio de Energía                                                                 | Gillian Martin          |                     |                     |                     |
| Ministerio de Cultura, Europa y Desarrollo Internacional                              | Ministerio de Cultura, Europa y Desarrollo Internacional                              | Christina McKelvie      |                     |                     |                     |
| Ministerio de Igualdad, Migraciones y Refugiados                                      | Ministerio de Igualdad, Migraciones y Refugiados                                      | Emma Roddick            |                     |                     |                     |
| Ministerio de Vivienda                                                                | Ministerio de Vivienda                                                                | Paul McLennan           |                     |                     |                     |
| Ministerio de Víctimas y Seguridad Comunitaria                                        | Ministerio de Víctimas y Seguridad Comunitaria                                        | Siobhian Brown          |                     |                     |                     |
| Law Officers                                                                          |                                                                                       |                         |                     |                     |                     |
| Lord Advocate (procurador general)                                                    |                                                                                       |                         | Dorothy Bain        |                     |                     |
| Fiscal general de Escocia                                                             |                                                                                       | Ruth Charteris          |                     |                     |                     |

## Agences exécutives
- Accountant in Bankruptcy (Contable en bancarrota)
- Historic Scotland (Escocia histórica)
- Her Majesty's Inspectorate of Education (Inspector de su Majestad por la Educación)
- Mental Health Tribunal for Scotland (Tribunal por la Salud Mental de Escocia)
- National Archives of Scotland (Archivo nacional de Escocia)
- Registers of Scotland (Listas electorales de Escocia)
- Scottish Prison Service (Servicio de prisiones de Escocia)
- Scottish Public Pensions Agency (Agencia de Jubilaciones escocés)
- Social Work Inspection Agency (Agencia de inspeción del trabajo)
- Student Awards Agency for Scotland (Agencia de cualificaciones para Escocia)
- Transport Scotland (Transporte Escocia)